# 버여구

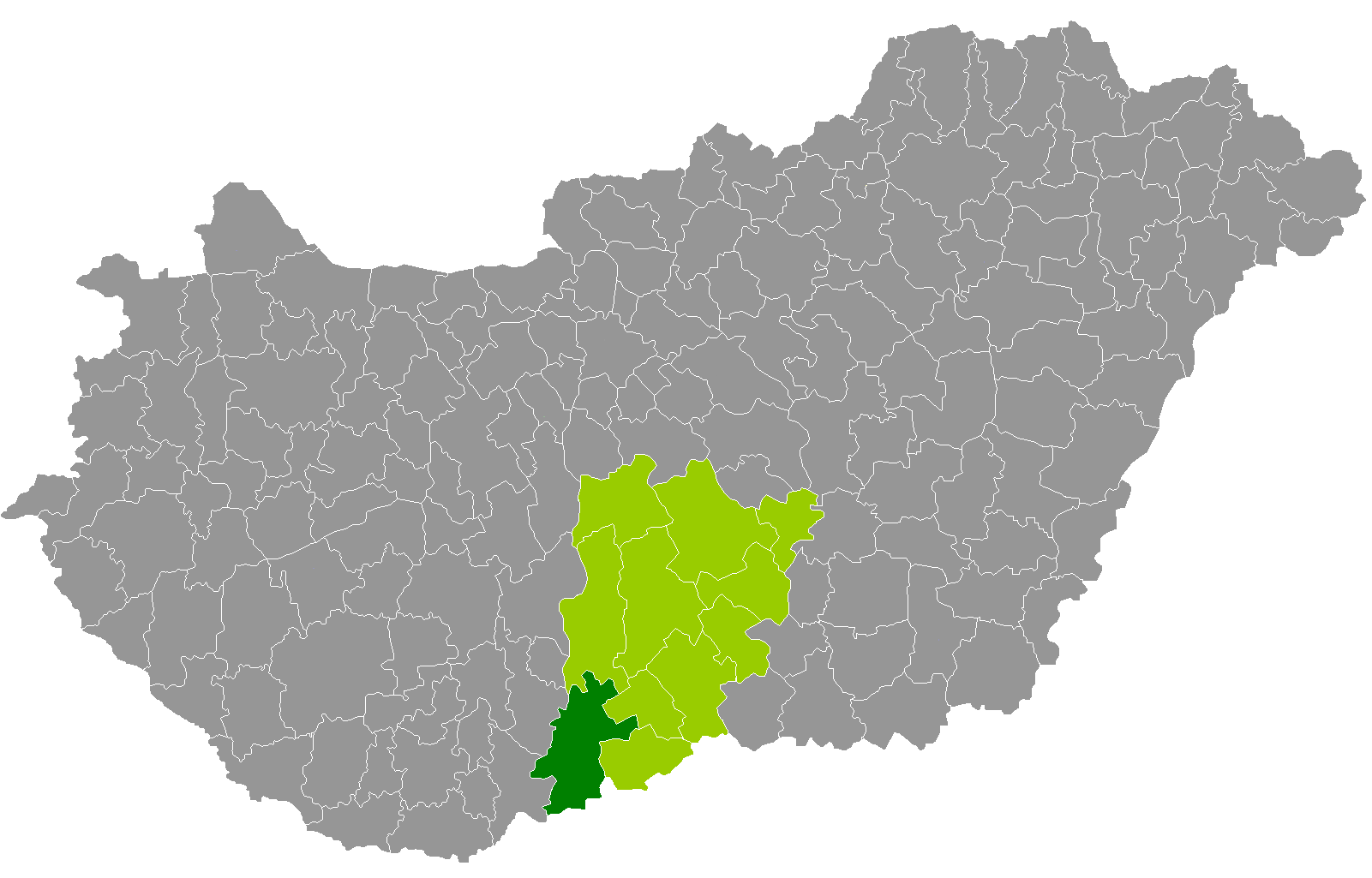
바치키슈쿤주 지도에 표시된 버여구의 위치

버여구(헝가리어: Bajai járás)는 헝가리 바치키슈쿤주에 위치한 구로 구청 소재지는 버여이며 면적은 1,008.80km2, 인구는 66,501명(2011년 기준), 인구 밀도는 66명/km2이다.
남쪽으로는 세르비아와 국경을 접하며 서쪽으로는 버러녀주 모하치구, 톨너주 섹사르드구, 북쪽으로는 컬로처구, 동쪽으로는 야노슈헐머구, 바철마시구와 접한다. 17개 지방 자치체(1개 도시주, 1개 시, 15개 마을)를 관할한다.

구 문장